# Dominique Zardi
Émile Cohen-Zardi, dit Dominique Zardi, est un acteur, journaliste, écrivain et parolier français, né le 2 mars 1930 dans le 10e arrondissement de Paris et mort le 13 décembre 2009 dans le 13e arrondissement de Paris.

## Biographie
Émile Jean Cohen-Zardi naît le 2 mars 1930 dans le 10e arrondissement de Paris.

### Carrière
Apparaissant dans plus de 600 films, Dominique Zardi fut le roi des « troisièmes couteaux » . Seul ou en duo avec son éternel comparse Henri Attal, il fut l'acteur fétiche de Claude Chabrol, Jean-Pierre Mocky et Pierre Granier-Deferre. Lors d'une conférence de presse, une monteuse de cinéma a demandé à André Hunebelle pourquoi il engageait des seconds couteaux comme Henri Attal et Dominique Zardi. Le réalisateur lui répondit : 

« Vous savez, dans le gigot, ce qui est bon, c'est pas la viande, c'est les pointes d'ail. C'est pas moi qui dis ça, c'est Raimu. »

Son nom est crédité aux génériques de quelque 309 films. Dans plus de 300 autres, son nom n'est pas mentionné. Il a également participé à des films étrangers.
Son rêve était d'avoir au moins une fois un premier rôle. En 1996, il tient le personnage principal du film Jour de pêche et dont la réalisation fut attribuée au jeune réalisateur Brice Ansel.
Dominique Zardi était aussi écrivain, auteur d'une dizaine de romans. Son livre de souvenirs, Le Comédien fétiche du cinéma est un recueil d’anecdotes.
Il a aussi composé des chansons et musique de films notamment pour les films de Claude Chabrol.
Sa filmographie est vertigineuse, et ses rôles l'ont fait côtoyer les plus grands. Parmi eux, Louis de Funès, Bourvil, Jean Gabin, Jean Marais, Pierre Mondy, Michel Galabru, Jean-Paul Belmondo, Alain Delon, Brigitte Bardot pour ne citer qu'eux.
Journaliste, il fut directeur de la revue des sports et des spectacles Euro Boxe Show.
Il meurt d'un cancer le 13 décembre 2009 dans le 13e arrondissement de Paris,. Ses obsèques ont eu lieu au cimetière du Père Lachaise, où il est incinéré.

### Famille
Dominique Zardi est également le cousin de Hubert Jaoui, père de la comédienne et réalisatrice Agnès Jaoui ainsi que de Gérard Cohen-Zardi, fondateur du mouvement Evariste Galois. François Cohen-Zardi (père de Dominique), Ninette Cohen-Zardi (mère de Hubert Jaoui et épouse de Joseph Jaoui) et Charles Cohen-Zardi (père de Gérard) étaient frères et sœur au sein d'une famille de huit enfants.

## Filmographie complète
Sauf indication contraire, les informations mentionnées dans cette section peuvent être confirmées par les bases de données cinématographiques  présentes dans la section « Liens externes ».

### Cinéma

#### Les années 1940
- 1943 : Malaria de Jean Gourguet
- 1945 : La Ferme du pendu de Jean Dréville
- 1946 : La Revanche de Roger la Honte d'André Cayatte à confirmer
- 1947 : Carré de valets d'André Berthomieu
- 1947 : Le Bateau à soupe de Maurice Gleize - un marin

#### Les années 1950
- 1953 : Les Trois Mousquetaires d'André Hunebelle
- 1953 : Maternité clandestine de Jean Gourguet
- 1953 : La Fille perdue de Jean Gourguet
- 1958 : Christine de Pierre Gaspard-Huit
- 1958 : Cette nuit-là de Maurice Cazeneuve
- 1958 : La Chatte d'Henri Decoin
- 1958 : La Chatte sort ses griffes d'Henri Decoin
- 1958 : Maxime de Henri Verneuil - un bagagiste sur le quai de la gare
- 1958 : Les Racines du ciel (Roots of heaven) de John Huston
- 1959 : Croquemitoufle ou La Femme des autres de Claude Barma - un serveur de l'hôtel
- 1959 : La Femme et le Pantin de Julien Duvivier - un marin
- 1959 : Pourquoi viens-tu si tard ? d'Henri Decoin - un danseur
- 1959 : Pickpocket de Robert Bresson - un passager dans le métro
- 1959 : Les Yeux de l'amour de Denys de La Patellière - un passager du train

#### Les années 1960
- 1960 : Le Bossu d'André Hunebelle
- 1960 : Les Bonnes Femmes de Claude Chabrol - le chef d'orchestre Charly Boston
- 1960 : Le Trou de Jacques Becker - le prisonnier préposé aux colis, à la Prison de La Santé
- 1960 : La Vérité d'Henri-Georges Clouzot - un homme sortant du métro et à la terrasse d'un bar
- 1960 : Drame dans un miroir (Crack in the Mirror) de Richard Fleischer
- 1960 : Le Dialogue des carmélites de Philippe Agostini et Raymond Léopold Bruckberger
- 1960 : Austerlitz d'Abel Gance
- 1960 : Tête folle de Robert Vernay
- 1960 : Aimez-vous Brahms ? (Goodbye Again) d'Anatole Litvak - un homme au concert
- 1960 : Comment qu'elle est ? de Bernard Borderie
- 1960 : Paris Blues (Paris Blues) de Martin Ritt
- 1961 : La Belle Américaine de Robert Dhéry (non crédité)
- 1961 : Les Godelureaux de Claude Chabrol - un consommateur
- 1961 : Une femme est une femme de Jean-Luc Godard - le faux aveugle
- 1961 : Un nommé La Rocca de Jean Becker - un prisonnier démineur
- 1961 : Le Jour le plus long (The Longest Day) de Ken Annakin, Andrew Marton, Bernhard Wicki
- 1961 : Les Trois Mousquetaires de Bernard Borderie - l'aubergiste de Mouny dans la première époque : Les Ferrets de la reine
- 1961 : Vive Henri IV, vive l'amour de Claude Autant-Lara
- 1961 : Saint-Tropez Blues de Marcel Moussy - un marin
- 1961 : À rebrousse-poil de Pierre Armand
- 1961 : Ophélia de Claude Chabrol - un garde
- 1961 : Un cheval pour deux de Jean-Marc Thibault
- 1961 : Gigot, le clochard de Belleville (Gigot) de Gene Kelly
- 1961 : Les Parisiennes de Marc Allégret - un passager du bus dans le sketch "Sophie"
- 1961 : Le crime ne paie pas de Gérard Oury - un spectateur au cinéma dans le sketch du "Prologue"
- 1961 : La Bride sur le cou de Roger Vadim - un homme à la boîte de nuit
- 1962 : Les Petits Matins ou Mademoiselle stop de Jacqueline Audry - un spectateur à la boxe
- 1962 : Vie privée de Louis Malle - un admirateur en voiture décapotable
- 1962 : Un chien dans un jeu de quilles de Fabien Collin
- 1962 : Les Ennemis d'Édouard Molinaro
- 1962 : Le Monte-charge de Marcel Bluwal
- 1962 : Arsène Lupin contre Arsène Lupin d'Édouard Molinaro
- 1962 : L'assassin est dans l'annuaire ou Cet imbécile de Rimoldi de Léo Joannon - un joueur de billard
- 1962 : Dossier 1413 d'Alfred Rode - un copain de Caroline qui provoque Gilles
- 1962 : Les Femmes d'abord de Raoul André - l'auto-stoppeur
- 1962 : L'Empire de la nuit de Pierre Grimblat
- 1962 : Les Bonnes Causes de Christian-Jaque - un homme sortant de l'audience
- 1963 : Le Doulos de Jean-Pierre Melville un homme de Nuttecchio
- 1963 : Landru de Claude Chabrol - un gendarme
- 1963 : Le Vice et la Vertu de Roger Vadim - un civil de la gestapo
- 1963 : Les Vierges de Jean-Pierre Mocky - un violeur
- 1963 : À toi de faire... mignonne de Bernard Borderie - un barman
- 1963 : Blague dans le coin de Maurice Labro
- 1963 : Peau de banane de Marcel Ophüls - l'employé du bookmaker au téléphone
- 1963 : Château en Suède de Roger Vadim - un policier
- 1963 : Le Bon Roi Dagobert de Pierre Chevalier - un faux pèlerin
- 1963 : Méfiez-vous, mesdames d'André Hunebelle - Léon, un prisonnier
- 1963 : Le Coup de bambou de Jean Boyer
- 1963 : Les Grands Chemins de Christian Marquand
- 1963 : Charade de Stanley Donen
- 1963 : Un drôle de paroissien, de Jean-Pierre Mocky - le clochard qui fait les poubelles
- 1963 : L'Aîné des Ferchaux de Jean-Pierre Melville - le speaker du match de boxe
- 1963 : Carambolages de Marcel Bluwal
- 1963 : La Bande à Bobo de Tony Saytor
- 1963 : Des frissons partout de Raoul André - Lucien
- 1963 : L'assassin connaît la musique... de Pierre Chenal - un client se promenant dans le magasin
- 1964 : Les Plus Belles Escroqueries du monde de Claude Chabrol - dans le sketch l'homme qui vendit la tour Eiffel
- 1964 : La Ronde de Roger Vadim
- 1964 : Faites sauter la banque ! de Jean Girault - Zapato, l'ouvrier dans la tranchée
- 1964 : Le Journal d'une femme de chambre de Luis Buñuel - un gendarme
- 1964 : Requiem pour un caïd de Maurice Cloche - l'ami de Vasco
- 1964 : La Mort d'un tueur de Robert Hossein - un dur
- 1964 : Fantomas d'André Hunebelle - un garde du corps de Fantômas
- 1964 : Nick Carter va tout casser d'Henri Decoin
- 1964 : La Grande Frousse ou La Cité de l'indicible peur de Jean-Pierre Mocky - l'infirmier du commissariat
- 1964 : Week-end à Zuydcoote d'Henri Verneuil - le caporal chef
- 1964 : La Chasse à l'homme d'Édouard Molinaro - un truand
- 1964 : Le Tigre aime la chair fraîche de Claude Chabrol - un tueur de l'aéroport, déguisé en faux reporter
- 1964 : Échappement libre de Jean Becker
- 1964 : Jaloux comme un tigre de Darry Cowl - l'arbitre au tennis
- 1964 : Cent briques et des tuiles de Pierre Grimblat - un agent
- 1964 : Le Vampire de Düsseldorf de Robert Hossein
- 1965 : Pierrot le Fou de Jean-Luc Godard - l'employé de la station-service
- 1965 : Paradiso, hôtel du libre-échange (Hôtel Paradiso) de Peter Glenville
- 1965 : Pleins feux sur Stanislas de Jean-Charles Dudrumet
- 1965 : Fantomas se déchaîne d'André Hunebelle - un homme de main de Fantômas
- 1965 : Le Gendarme à New York de Jean Girault - un gendarme italien
- 1965 : Compartiment tueurs de Costa-Gavras - l'inspecteur au bistrot
- 1965 : Le Majordome de Jean Delannoy - Mérindol, un condamné
- 1965 : Furia à Bahia pour OSS 117 d'André Hunebelle - un tueur
- 1965 : La Grosse Caisse d'Alex Joffé - un homme au bowling
- 1965 : La Métamorphose des cloportes de Pierre Granier-Deferre - un prisonnier
- 1965 : La Bourse et la Vie de Jean-Pierre Mocky - un convoyeur
- 1965 : Ces dames s'en mêlent de Raoul André
- 1965 : Fifi la plume ou L'Ange d'Albert Lamorisse ; Henri Gruel ; Georges Goetz
- 1965 : Monnaie de singe d'Yves Robert
- 1965 : Mission spéciale à Caracas de Raoul André
- 1965 : Un milliard dans un billard de Nicolas Gessner
- 1966 : Angélique et le Roy de Bernard Borderie - un participant à la messe noire
- 1966 : Paris brûle-t-il ? de René Clément
- 1966 : La Curée de Roger Vadim : un invité de dos au "bal vert" de Saccard
- 1966 : La Ligne de démarcation de Claude Chabrol - un soldat allemand
- 1966 : Masculin féminin de Jean-Luc Godard - un homme lisant un magazine
- 1966 : Paris au mois d'août de Pierre Granier-Deferre - un client chez Lipp
- 1966 : Brigade antigangs de Bernard Borderie - P'tit Nantais
- 1966 : Monsieur le président-directeur général de Jean Girault - un garde mobile
- 1966 : Tendre Voyou de Jean Becker
- 1966 : L'Attentat de Jean-François Davy, « Film inédit en salles »
- 1966 : Roger La Honte  (Trappola per l'assassino) de Riccardo Freda - un forçat
- 1966 : La Bande à Bebel de Charles Gérard
- 1966 : Fantomas contre Scotland Yard d'André Hunebelle - le pilote de l'avion
- 1967 : Fleur d'oseille de Georges Lautner - Jeannot Le Tondu
- 1967 : Le Scandale de Claude Chabrol - un agresseur
- 1967 : Les Compagnons de la marguerite de Jean-Pierre Mocky - le juge d'instruction
- 1967 : Le Soleil des voyous de Jean Delannoy - le troisième malfrat
- 1967 : Le Grand Dadais de Pierre Granier-Deferre
- 1967 : Les Risques du métier, d'André Cayatte - un prisonnier
- 1967 : Un idiot à Paris de Serge Korber - le badaud mélomane
- 1967 : J'ai tué Raspoutine de Robert Hossein
- 1967 : Les Poneyttes de Joël Le Moigné - un nageur à la piscine
- 1967 : Les Grandes Vacances de Jean Girault
- 1967 : Jerk à Istanbul de Francis Rigaud
- 1968 : Les Biches de Claude Chabrol - Riais
- 1968 : Faut pas prendre les enfants du bon Dieu pour des canards sauvages de Michel Audiard - un tueur
- 1968 : Ho ! de Robert Enrico - le médecin de la prison
- 1968 : Le Gendarme se marie de Jean Girault - un candidat adjudant
- 1968 : La Petite Vertu de Serge Korber - Lescure
- 1968 : Caroline chérie de Denys de La Patellière
- 1968 : Le Pacha de Georges Lautner - Hortz Weiss, un truand
- 1968 : Sous le signe de Monte-Cristo ou Le Révolté d'André Hunebelle - un détenu
- 1968 : La Grande Lessive (!) de Jean-Pierre Mocky
- 1968 : Faites donc plaisir aux amis de Francis Rigaud - un employé du garage
- 1969 : La Horse de Pierre Granier-Deferre - Tony, un truand
- 1969 : Le Cerveau de Gérard Oury - un gardien de prison
- 1969 : La Femme infidèle de Claude Chabrol - le conducteur de camion (il écrit également la chanson du film : "La Tabatière")
- 1969 : Que la bête meure de Claude Chabrol - un policier — Il écrit également la chanson du film : La Terre —
- 1969 : Une veuve en or de Michel Audiard - un Breton
- 1969 : Delphine d'Éric Le Hung - le philosophe
- 1969 : L'Étalon, de Jean-Pierre Mocky - Un député
- 1969 : Le Cri du cormoran le soir au-dessus des jonques de Michel Audiard - Lulu, un homme de main de Monsieur K
- 1969 : Elle boit pas, elle fume pas, elle drague pas, mais… elle cause !, de Michel Audiard - le professeur de sciences naturelles

#### Les années 1970
- 1970 : Le Boucher de Claude Chabrol (il est seulement l'auteur de la chanson du film : "Capri, petite île")
- 1970 : La Rupture de Claude Chabrol - le vendeur de ballons (il est également l'auteur de la chanson du film : "Isabel")
- 1970 : Juste avant la nuit de Claude Chabrol - Prince
- 1970 : Solo de Jean-Pierre Mocky - le juge d'instruction
- 1970 : Les Choses de la vie de Claude Sautet - l'auto-stoppeur
- 1970 : Dernier Domicile connu de José Giovanni - un maniaque
- 1970 : Sortie de secours de Roger Kahane
- 1970 : L'Amour de Richard Balducci - le second déménageur
- 1970 : Les Novices de Guy Casaril - un agent au commissariat
- 1970 : Ils de Jean-Daniel Simon - un tueur
- 1970 : Le Gendarme en balade de Jean Girault - le braconnier
- 1970 : La Promesse de l'aube de Jules Dassin
- 1970 : L'Étau (Topaz) d'Alfred Hitchcock - un homme sur le bateau (scène coupée au montage)
- 1970 : Comme larrons en foire, court métrage d'Edmond Freess
- 1971 : Le Cinéma de papa de Claude Berri - un acteur
- 1971 : L'amour c'est gai, l'amour c'est triste de Jean-Daniel Pollet - un employé des bains-douches
- 1971 : Juste avant la nuit de Claude Chabrol - Prince
- 1971 : L'Albatros de Jean-Pierre Mocky - un agresseur de Paula
- 1971 : Max et les Ferrailleurs de Claude Sautet - Baraduch
- 1971 : Qu'est-ce qui fait courir les crocodiles ? de Jacques Poitrenaud - le chausseur
- 1971 : On est toujours trop bon avec les femmes de Michel Boisrond - Un Irlandais
- 1971 : L'Explosion de Marc Simenon
- 1971 : Jo de Jean Girault - le duc
- 1971 : La Décade prodigieuse de Claude Chabrol (il est uniquement l'auteur de la chanson du film : "'Pour moi, mon chagrin")
- 1971 : La Grande Maffia de Philippe Clair
- 1972 : Docteur Popaul de Claude Chabrol - l'évêque (il est également l'auteur de la chanson du film : "Le Petit chien")
- 1972 : Chut ! de Jean-Pierre Mocky - un épargnant
- 1972 : Elle cause plus... elle flingue de Michel Audiard - Riton « La Teigne »
- 1972 : L'Odeur des fauves de Richard Balducci - Dominique
- 1972 : Trop jolies pour être honnêtes ou Quatre souris pour un hol-up de Richard Balducci - le patient de Christiane
- 1972 : La Scoumoune de José Giovanni - un prisonnier
- 1972 : Les Galets d'Étretat de Sergio Gobbi
- 1972 : L'Attentat d'Yves Boisset
- 1973 : Le Fils de Pierre Granier-Deferre - le clochard
- 1973 : Une larme dans l'océan d'Henri Glaeser - Yanouch
- 1973 : Don Juan 73 de Roger Vadim : un pilier de bar
- 1973 : Les Aventures de Rabbi Jacob de Gérard Oury - Le cuisinier de « l'Étoile de Kiev »
- 1973 : Le Complot de René Gainville
- 1973 : Par ici la monnaie ou Les Démerdards de Richard Balducci
- 1973 : Deux hommes dans la ville de José Giovanni - un détenu
- 1974 : OK patron de Claude Vital - Maître Ribot, le notaire
- 1974 : Nada de Claude Chabrol - un policier
- 1974 : La Race des seigneurs de Pierre Granier-Deferre
- 1974 : Le Mâle du siècle de Claude Berri - Scène de Zardi, coupée au montage
- 1974 : Les Quatre Charlots mousquetaires d'André Hunebelle - un bourreau
- 1975 : Les Innocents aux mains sales de Claude Chabrol - Un policier (il écrit également la chanson du film : "Je sais")
- 1975 : Un linceul n'a pas de poches de Jean-Pierre Mocky - un homme de main
- 1975 : L'Ibis rouge de Jean-Pierre Mocky - Saddo, le voyou
- 1975 : La Cage de Pierre Granier-Deferre - le facteur
- 1975 : Adieu poulet de Pierre Granier-Deferre - l'homme à la jambe cassée
- 1975 : Andréa de Henri Glaeser - Clétrides
- 1975 : L'Intrépide de Jean Girault
- 1976 : Folies bourgeoises de Claude Chabrol - le motocycliste
- 1976 : Mado de Claude Sautet - Crovetto
- 1976 : Dracula père et fils de Édouard Molinaro - un agent
- 1976 : Le Roi des bricoleurs de Jean-Pierre Mocky - le Rouquin
- 1976 : Le Pensionnat et ses intimités de René Gainville
- 1976 : Les Brigades du Tigre, épisode L'homme à la casquette de Victor Vicas
- 1977 : L'Homme pressé de Édouard Molinaro - Julien, le réceptionniste
- 1977 : Bartleby de Maurice Ronet : Cisailles (film à l'origine pour la télévision en 1976 et sorti en salles en 1978)
- 1978 : Violette Nozière de Claude Chabrol (il écrit également la chanson du film : Les Fauvettes)
- 1978 : Le Témoin, de Jean-Pierre Mocky - Moignard
- 1978 : Comment se faire réformer de Philippe Clair
- 1978 : Les réformés se portent bien de Philippe Clair
- 1979 : Le Piège à cons de Jean-Pierre Mocky - le chef postier
- 1979 : Le Toubib de Pierre Granier-Deferre - l'officier Lac
- 1979 : Le Mors aux dents de Laurent Heynemann - le patron du café "Bastille"
- 1979 : L'Associé de René Gainville - le portier du ministre

#### Les années 1980
- 1980 : Mais qu'est-ce que j'ai fait au bon Dieu pour avoir une femme qui boit dans les cafés avec les hommes ? de Jan Saint-Hamont - Auguste, le cafetier
- 1980 : Un mauvais fils de Claude Sautet - le contremaître
- 1981 : Pour la peau d'un flic de Alain Delon - le petit chauve
- 1981 : Tais-toi quand tu parles de Philippe Clair - le voisin
- 1981 : Litan : La Cité des spectres verts de Jean-Pierre Mocky - le chef des fous
- 1981 : Une étrange affaire de Pierre Granier-Deferre - M. Gruaut, du contentieux
- 1982 : L'étoile du Nord de Pierre Granier-Deferre - le concierge de l'hôtel
- 1982 : Les Misérables de Robert Hossein - Chenildieu, un forçat
- 1982 : Y a-t-il un Français dans la salle ? de Jean-Pierre Mocky - un syndicaliste
- 1982 : N'oublie pas ton père au vestiaire... de Richard Balducci
- 1982 : Plus beau que moi, tu meurs de Philippe Clair
- 1982 : La Baraka de Jean Valère
- 1983 : Surprise Party de Roger Vadim
- 1983 : L'Ami de Vincent de Pierre Granier-Deferre - Blouville, le gardien
- 1983 : On l'appelle catastrophe de Richard Balducci - Fifi
- 1984 : Retenez-moi... ou je fais un malheur ! de Michel Gérard
- 1984 : À mort l'arbitre de Jean-Pierre Mocky - un supporter
- 1984 : Par où t'es rentré ? On t'a pas vu sortir de Philippe Clair - le tueur à gages
- 1984 : Le Sang des autres de Claude Chabrol - un soldat allemand
- 1984 : Poulet au vinaigre de Claude Chabrol - Henri Rieutord, le chef du bureau de poste (il écrit également la chanson du film : "Douce France")
- 1985 : Y a pas le feu... de Richard Balducci - Gaston, le mari jaloux
- 1985 : Le Pactole de Jean-Pierre Mocky - le vigile
- 1985 : Banana's Boulevard de Richard Balducci - le colonel
- 1986 : Cours privé de Pierre Granier-Deferre - l'appariteur
- 1986 : Le Miraculé de Jean-Pierre Mocky - Rondolo
- 1986 : Masques de Claude Chabrol - Totor
- 1987 : Noyade interdite de Pierre Granier-Deferre - le marchand de beignets (il écrit également la chanson du film : "Le petit yoyo")
- 1987 : La Comédie du travail de Luc Moullet - l'huissier de l'a.n.p.e
- 1987 : Agent trouble de Jean-Pierre Mocky - le gardien
- 1987 : Le Cri du hibou de Claude Chabrol - un voisin - Il écrit également les chansons du film "L'ami des chiens" et "Il faudra bien" -
- 1987 : Les Saisons du plaisir de Jean-Pierre Mocky - un congressiste
- 1988 : La Couleur du vent de Pierre Granier-Deferre
- 1988 : Une nuit à l'Assemblée nationale de Jean-Pierre Mocky - Fricasset
- 1988 : Divine Enfant de Jean-Pierre Mocky - Bouche, le journaliste
- 1988 : Le Dénommé de Jean-Claude Dague - Tonton Francheschi
- 1988 : Il gèle en enfer de Jean-Pierre Mocky (rôle coupé au montage)
- 1989 : Les Sièges de l'Alcazar de Luc Moullet
- 1989 : Jours tranquilles à Clichy de Claude Chabrol (il écrit également les chansons du film : "Shalom", et "L'asfour")
- 1989 : L'Autrichienne de Pierre Granier-Deferre

#### Les années 1990
- 1990 : Madame Bovary de Claude Chabrol - l'aveugle (il écrit également la chanson du film : "La chanson d'Emma")
- 1991 : Delicatessen de Jean-Pierre Jeunet et Marc Caro - le chauffeur de taxi
- 1991 : Le Huitième jour ou les pieds gelés, court métrage de Roland Platte
- 1991 : Ville à vendre de Jean-Pierre Mocky - le brigadier
- 1991 : La Voix de Pierre Granier-Deferre - le serveur
- 1992 : Bonsoir de Jean-Pierre Mocky - le voisin de Caroline
- 1994 : Le Petit garçon de Pierre Granier-Deferre
- 1994 : Noir comme le souvenir de Jean-Pierre Mocky - un enquêteur
- 1996 : Jour de pêche, court métrage de Brice Ansel
- 1997 : Alliance cherche doigt de Jean-Pierre Mocky
- 1998 : Robin des mers de Jean-Pierre Mocky - Emile Dupas
- 1998 : Vidange de Jean-Pierre Mocky - le juge Montel
- 1998 : Au cœur du mensonge de Claude Chabrol - M. Schouten
- 1999 : Tout est calme de Jean-Pierre Mocky - M. Coste

#### Les années 2000
- 2001 : Vidocq de Pitof - un ouvrier souffleur
- 2001 : La Bête de miséricorde de Jean-Pierre Mocky - Momo, de l'armée du salut
- 2001 : Les Araignées de la nuit de Jean-Pierre Mocky - M. Dupond
- 2002 : Michel Audiard et le mystère du triangle des Bermudes Documentaire - Témoignage de D.Zardi
- 2003 : Le Furet de Jean-Pierre Mocky - le colonel Petitjean
- 2004 : Touristes ? Oh yes ! de Jean-Pierre Mocky
- 2004 : L'Amour aux trousses de Philippe de Chauveron - Papy Beldent
- 2004 : Grabuge ! de Jean-Pierre Mocky
- 2007 : Le Deal de Jean-Pierre Mocky - Mustang
- 2007 : 13 French Street de Jean-Pierre Mocky : le fossoyeur
- 2007 : Le Bénévole de Jean-Pierre Mocky : le collègue de Jo
- 2007 : Les Ballets écarlates de Jean-Pierre Mocky : Hugo

### Télévision
- 1953 : Amédée et les messieurs en rang de Jean-Paul Carrère
- 1963 : Le scieur de long de Marcel Bluwal
- 1964 : L'Abonné de la ligne U (feuilleton en 40 épisodes de 15 min) de Yannick Andréi - un employé de la r.a.t.p
- 1965 : Frédéric le gardian (feuilleton en 24 épisodes de 13 min) de Jacques Villa - un gendarme
- 1965 : La famille Green de Abder Isker
- 1966 : Le Trompette de la Bérésina (feuilleton en 8 épisodes de 18 min) de Jean-Paul Carrère - un gendarme
- 1966 : Antony de Jean Kerchbron
- 1966 : Jacquard de Jean-Paul Carrère
- 1966 : Les pigeons de Notre-Dame de Jacques Villa
- 1967 : L'auberge de la mère tranquille "Vidocq" de Marcel Bluwal - un bagnard
- 1967 : Lagardère de Jean-Pierre Decourt, exploité au cinéma en deux parties "Les Aventures de Lagardère et le Bossu
- 1967 : Docteur Grundel de Éric Le Hung
- 1967 : Pitchipoï ou La parole donnée de Jacques Krier
- 1967 : Jean de la Tour Miracle (feuilleton en 10 épisodes de 20 min) de Jean-Paul Carrère
- 1967 : Malican père et fils (feuilleton en 13 épisodes de 26 min) de Yannick Andréi
- 1967 : Le Point d'honneur "Max le débonnaire" de Jacques Deray
- 1967 : Le coup de fil "L'amateur ou S.O.S Fernand" de Peter Yates
- 1968 : La Bonifas de Pierre Cardinal
- 1968 : L'homme tout nu "Les dossiers de l'agence O" de Marc Simenon - un gangster
- 1971 : Madame êtes-vous libre ? (Feuilleton en 13 épisodes de 26 min) de Jean-Paul Le Chanois
- 1971 : Les coups de Jacques Lefèbvre
- 1972 : Les Misérables -diffusé en deux parties- de Marcel Bluwal - Claquesous et Montparnasse
- 1973 : La Ligne de démarcation de Jacques Ertaud - épisode 10 : Guillaume (série télévisée) - un agent de la gestapo
- 1973 : Les nouvelles aventures de Vidocq de Marcel Bluwal et Pierre Goutas - Darius
- 1974 : Une invitation à la chasse "Histoires insolites" de Claude Chabrol - Lecoeur, l'armurier, le tailleur, le premier piqueur
- 1974 : Les Brigades du Tigre, épisode Ce siècle avait sept ans de Victor Vicas - Rafa
- 1975 : Jo Gaillard, Cargaison dangereuse, rôle de Garcia, réalisation Christian-Jaque
- 1975 : Adieu Amédée de Jean-Paul Carrère
- 1976 : Les Brigades du Tigre, épisode L'homme à la casquette de Victor Vicas - le clochard
- 1977 : Emmenez-moi au Ritz de Pierre Grimblat
- 1977 : Les Enquêtes du commissaire Maigret, épisode Au rendez-vous des Terre-Neuvas de Jean-Paul Sassy
- 1977 : Richelieu de Jean-Pierre Decourt
- 1978 : Claudine s'en va de Édouard Molinaro - un joueur au casino
- 1979 : Staline, Trotsky, le pouvoir et la révolution de Yves Ciampi - Chkyriakov
- 1979 : Le journal (feuilleton en 6 épisodes de 52 min) de Philippe Lefebvre
- 1979 : Une dernière fois Catherine "Histoires insolites" de Pierre Grimblat
- 1980 : L'Échafaud magique "Fantomas" de Claude Chabrol - le contrôleur du train
- 1980 : Arsène Lupin joue et perd (feuilleton en 6 épisodes de 52 min) de Alexandre Astruc - le brocanteur
- 1980 : Le Scarabée d'or : Histoires extraordinaires de Maurice Ronet - Edmond
- 1980 : Les Enquêtes du commissaire Maigret, épisode : L'Affaire Saint-Fiacre de Jean-Paul Sassy : un Italien (il écrit également la chanson du film "L'affaire Saint-Fiacre")
- 1980 : Le grand fossé de Yves Ciampi - Daniel Renoult
- 1980 : Jean Jaurès, vie et mort d'un socialiste de Ange Casta - Clemenceau
- 1981 : Anthelme Collet ou Le brigand gentilhomme (feuilleton en 6 épisodes de 52 min de Jean-Paul Carrère
- 1981 : L'Atterrissage d'Éric Le Hung - le douanier
- 1981 : Monsieur Litz (Il était musicien) de Claude Chabrol - le moinillon
- 1982 : La Démobilisation générale de Hervé Bromberger
- 1982 : Papa Poule (Feuilleton en 6 épisodes de 52 min) de Roger Kahane
- 1982 : Médecins de nuit de Stéphane Bertin, épisode : Jo Formose (série télévisée) - Roger
- 1983 : La Veuve rouge d'Édouard Molinaro
- 1983 : Thérèse Humbert de Marcel Bluwal
- 1984 : L'Âge vermeil (feuilleton en 4 épisodes de 52 min) de Roger Kahane
- 1985 : Maguy (série de 333 épisodes de 26 min) de Divers réalisateurs
- 1986 : Music-hall - diffusé en deux parties - de Marcel Bluwal
- 1987 : Marc et Sophie (série en 228 épisodes de 26 min) de Divers réalisateurs
- 1988 : Tourbillons (Feuilleton en 10 épisodes de 52 min) de Josée Dayan
- 1989 : À corps et à cris de Josée Dayan - le petit bonhomme
- 1989 : Les Deux Frères (feuilleton en 13 épisodes de 26 min) de Roger Kahane
- 1990 : Terrain glissant "Tribunal" de Divers réalisateurs
- 1990 : Les ritals de Marcel Bluwal
- 1990 : La goutte d'or de Marcel Bluwal
- 1990 : Attal et Zardi - Documentaire dans le cadre de "Cinéma, cinéma" de Alain Nahum - Témoignage
- 1991 : Le dernier round "Le gang des tractions" de Josée Dayan, François Rossini
- 1991 : Direct au cœur, Aldo tous risques de François Cohen-Seat, Michel Lang
- 1991 : La Méthode Barnol, court métrage de Jean-Pierre Mocky (diffusé dans la collection Myster Mocky présente, sur 13e rue) - L'assistant de M. Hubert
- 1992 : Tout ou presque de Claude Vital
- 1994 : La Rivière Espérance de Josée Dayan
- 1995 : La Dernière Fête de Pierre Granier-Deferre
- 1995 : Le Club, documentaire de Olivier Boutinot - Témoignages
- 1996 : La Nouvelle Tribu de Roger Vadim - M. Vigouroux
- 2000 : Les Misérables de Josée Dayan - Cochepaille
- 2006 : Mocky Circus, documentaire de Emmanuel Barnault - Témoignage de D. Zardi
- 2008-2009 : Myster Mocky présente, série de Jean-Pierre Mocky - 3 épisodes

## Théâtre
- 1963 : Six Hommes en question, de Frédéric Dard & Robert Hossein, mise en scène de Robert Hossein au Théâtre Antoine : un M.P. / un soldat allemand
- 1967 : Frédéric, de Robert Lamoureux, mise en scène de Pierre Mondy au Théâtre Édouard-VII : Kolchio

## Musique
- 1969 : Chanson La Terre, dans Que la bête meure, film de Claude Chabrol
- 1978 : Chansons originales dans Violette Nozière, film de Claude Chabrol
- 1987 : Chanson Le Petit Yoyo, dans Noyade interdite, film de Pierre Granier-Deferre

## Publications
- 1971 : Le Génie du judaïsme. Moins ancien que moi dans la ville, éditions Dahan, réédité en 2004 aux éditions Dualpha
- 1974 : L'Étoile au poing (collaboration) de Max Cohen, préface de Jean-Paul Belmondo, éditions Calmann-Lévy
- 1984 : Collioure la rose ou le bâton de rouge à lèvres, préface de Claude Chabrol, éditions Dahan
- 1986 : Le Gendarme de Collioure, préface de Richard Balducci
- 1986 : La Tuerie de la rue des rosiers, préface de Simone Signoret, éditions Fleurus
- 1987 : La Muscadine, préface de Pierre Granier-Deferre, éditions Fleurus
- 2002 : Rue des Rosiers. Si le Marais m'était conté, préface de Simone Signoret, éditions Dualpha
- 2003 : Les Immortels de la boxe, préface de Jean-Claude Bouttier, éditions Dualpha
- 2005 : La Châtaigne, préface de Paul-Loup Sulitzer, éditions Dualpha
- 2006 : L'Algérie des mirages, préface de Jean-Claude Rolinat, éditions Dualpha
- 2007 : Le Comédien fétiche du cinéma, préface de Jean-Pierre Mocky, éditions Dualpha
- 2008 : Le Monde des truands. Du cinéma à la réalité, éditions Tatamis